# Алмашке планине
Алмашке планине (рум. Munții Almăjului) или Алмаш (рум. Almăj)  су планине на југозападу Румуније које припадају Банатским планинама, односно Карпатима. Планине представљају границу између округа Мехединци и Караш-Северин. Јужни део ових планина представља део Парка природе "Ђердап".
На истоку се граниче са планинама Мехединци од којих је одвојена долином реке Черне, а на западу планином Локва. На југу и југоистоку планине су ограничене Ђердапском клисуром, а на северу се простиру до Алмашке долине.
Највиши врх је Велика Свинеча (рум. Svinecea Mare) висине 1.224 метара.

## Хидрографија
Реке и потоци који извиру на Алмашким планинама нису велики, али усецају дубоке и уске долине.
Реке које извиру на Алмашким планинама су притоке Нере (Барзу, Шопот, Рударија, Путна), Черне (Сфардину Маре, Јардашица, Сакерстица) и Дунава (Јешелница, Мраконија,Ваља Мори, Тисовица, Сирнија, Берзаска, Оравица).

## Галерија
- Алмашке планине код села Равенска
- Кањон реке Рударије који је усечен у Алмашке планине
- Поглед на село Свињица и Алмашке планине са српске обале Дунава
- 3D приказ Алмашких планина